# Mistrz (film 1931)
Mistrz – amerykański film z 1931 roku. Opowiada o bokserze, alkoholiku (Wallace Beery), który stara odbić się od dna dla swojego syna (Jackie Cooper).
Film otrzymał cztery nominacje do Oscara, zdobył dwie statuetki, dla Wallace'a Beery'ego jako najlepszego aktora oraz dla Frances Marion za najlepszy scenariusz oryginalny.